# Podophyllum
- Commons
- Wikispecies

Podophyllum L. é um gênero botânico da família Berberidaceae.

## Espécies
- Podophyllum aurantiocaule
- Podophyllum delavayi
- Podophyllum hexandrum
- Podophyllum peltatum
- Podophyllum pleianthum
- Podophyllum versipelle
- Lista completa

## Classificação do gênero
| Sistema | Classificação                      | Referência               |
| ------- | ---------------------------------- | ------------------------ |
| Linné   | Classe Polyandria, ordem Monogynia | Species plantarum (1753) |